# Митикас
Мѝтикас (на гръцки: Μύτικας) е най-високият връх на планината Олимп в Гърция. Висок е 2917,727 m  и е втори по височина връх на Балканския полуостров след Мусала, България (2925,4 m).

## Име
На гръцки означава „приличащ на нос“. В древногръцката митология Олимп е домът на Олимпийските богове, основните персонажи в гръцкия пантеон.

## Местоположение
Намира се на северна ширина 40° 05' и източна дължина 22° 21'. Планината Олимп е забележителна със своята богата флора за Югоизточна Европа. От 1938 г. Олимп е национален парк.

## Туристически маршрути
Изходна точка за изкачването на върха е курортното селище Литохоро, разположено на брега на Егейско море на около 300 m н.в. От Литохоро до началото на туристическата пътека в местността Приония на 1100 m н.в. води 17-километрово асфалтово шосе. От Приония до хижата Спилос Агапитос (Refuge A), 2100 m н.в., под върха е прокарана немаркирана, но добре различима туристическа пътека. Хижата е уютна и в изключително добро състояние, предлагат се храна, напитки, дребни туристически принадлежности; работно време и регистрации на туристите – до 22:00, преференциални цени за нощувка на членовете на туристически клубове. От Спилос Агапитос до скалния разклон Скала и поредицата върхове през стръмни серпентини води камениста и монотонна пътека. Последната кратка част на пътеката от Скала до Митикас минава през стръмни участъци и трябва да се минава с повишено внимание и съобразно текущите метеорологични условия. Препоръчва се тръгването от Refuge A да става в ранните сутрешни часове предвид нестабилното и променливо време по билото.

## Галерия
- Литохоро и подстъпите към Олимп
- Местността Приония – началото на пътеката към Митикас
- Хижата Спилос Агапитос под връх Митикас